# Новый Свет (Львов)
Но́вый Свет (укр. Новий Світ, пол. Nowy Świat) — историческая местность во Львове (Украина), расположенная к юго-западу от центра города. Район ограничен с севера улицей Бандеры, затем с востока улицами Коперника, Сахарова и Княгини Ольги, с юга — железнодорожным полотном (за которым начинается местность Кульпарков) и улицей Героев УПА с запада. Крупнейшие улицы района — Бандеры (бывшая улица Мира), Чупринки (Пушкина), Коновальца (Энгельса), Антоновича (Сталинградской битвы), Героев УПА (Тургенева), улица Гипсовая (Брестская), улица Кременецкая, улица Ожешко и другие.

## Развитие
Впервые название Neue Welt появилось на планах города первой половины XIX веке. Название Новый Свет сначала на несколько десятилетий закрепилось за дорогой, которая связывала Сокольницкую дорогу (Вулецкую дорогу, дорогу к Наварии) от костёла Святого Лазаря с Городецкой дорогой; по улице Новый Свет граница между Галицким и Краковским предместьями Львова.
Постепенно название Новый Свет распространилась на всю окраину между Городоцкой и Сокольницкой дорогами. С юга эту местность ограничивала проложенная в 1864—1866 годах железная дорога Львов-Черновцы. В 1930-х Новый Свет, вместе с Кульпарковом, вошел в состав VІ участка Львова (пол. Dzielnica VI Nowy Świat). В пределах административного Нового Света оказались также предместья Сикстовка, Байки, Кастеловка, Францевка, часть Паненской Бульки и окраины Пелчинского пруда, который уже был спущен в 1920-х годах.
На планах Львова 1841 и 1844 годов уже указывался топоним Neue Welt, и были видны проложенные среди полей дороги, по которым позже были проложены улицы ныне носящие названия Бандеры, Киевская, Генерала Чупринки (от Киевской до Повстанческой), Мельника, Ефремова (от ул. Киевской на запад), Антоновича (от ул. Бандеры к Мельника), Федьковича, Глубокая, Моршинская, части улиц Тургенева и Коновальца.

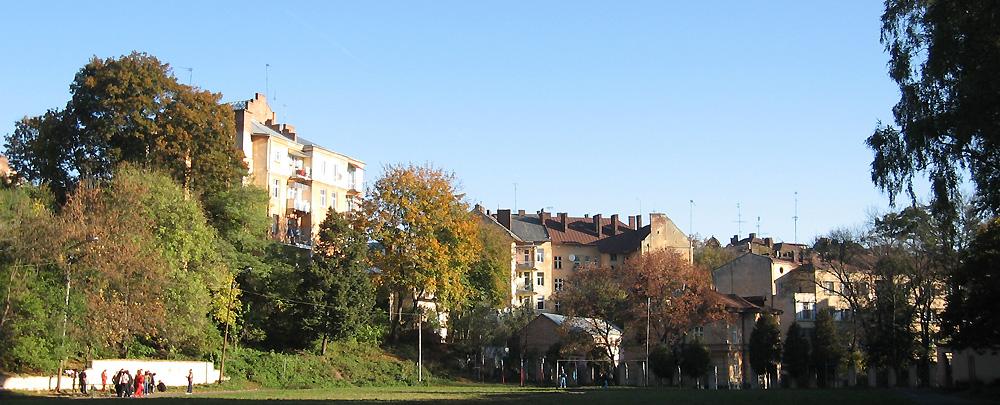
Часть исторической местности Новый Свет — Кастеловка (Кастелівка)
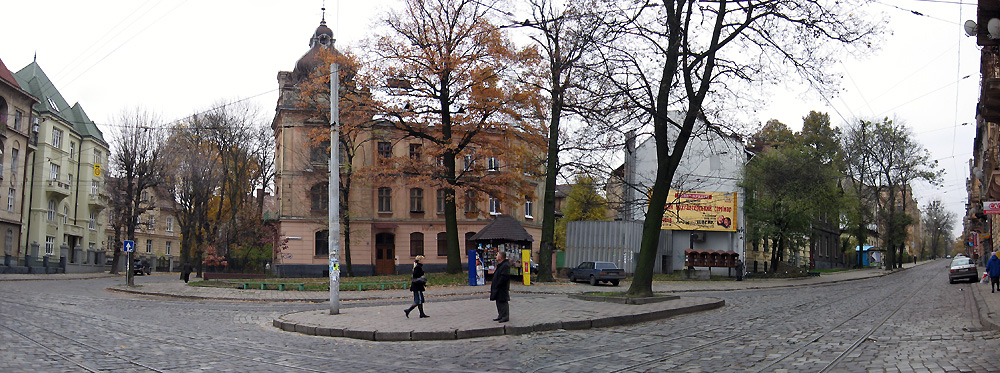
Перекресток улиц Чупринки (бывшая Пушкина) и Киевской (так называемый Крест)

В 1870 году городской совет Львова упорядочил названия улиц Нового Света и ввёл последовательную нумерацию домов и участков, хотя параллельно сохранялась до начала XX века старая система конскрипционных номеров.
В 1860-х годах Новый Свет стал интенсивно интегрироваться в городскую структуру, импульс чему дало строительство вокзалов, сначала вокзала железной дороги Карла Людвига (1861) и позже Черновицкого (1866), а также главного корпуса Технической академии (теперь главный корпус университета «Львовская политехника») в 1877 на улице Новый Свет (ныне — ул. Бандеры). Тогда же в окраинах этой улицы стали строиться трёхэтажные коттеджи в стиле эклектики с типичным декором фасадов, выполненным по австрийским каталогам.
В конце 1880-х по инициативе архитекторов Ивана Левинского и Юлиана Захаревича началась застройка участка виллами района Кастеловка. В 1894 году была проложена первая линия электрического трамвая вдоль улиц Леона Сапеги (новое название ул. Новый Свет) и Коперника, а на краю района было сооружено трамвайное депо и электростанция. В те же годы были построены городская школа Марии Магдалины (ныне польская средняя школа), гимназия № 4 и монастырь кармелиток босых на ул. Кшижовой (Чупринки). Большее влияние на строительную активность имели фабрика строительных материалов Ивана Левинского и гипсовое предприятие братьев Францев. Участок возле гипсовой фабрики получил название называться Францевка. В 1906 была проложена новая линия электрического трамвая от ул. Леона Сапеги (Бандеры) через нынешние ул. Генерала Чупринки, Мельника, Коновальца. Здесь, на тогдашней окраине Львова, было построено здание Украинского педагогического общества, памятник украинской сецессионной архитектуры, появились римско-католические костёлы Святого Йосафата и Святого Климентия.

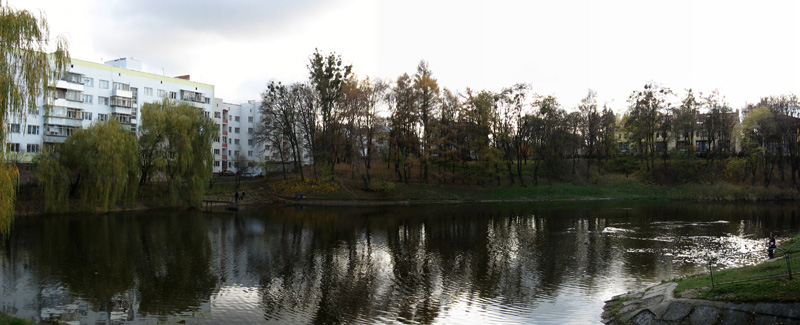
Алтайские (Гипсовые, Песчаные) озёра
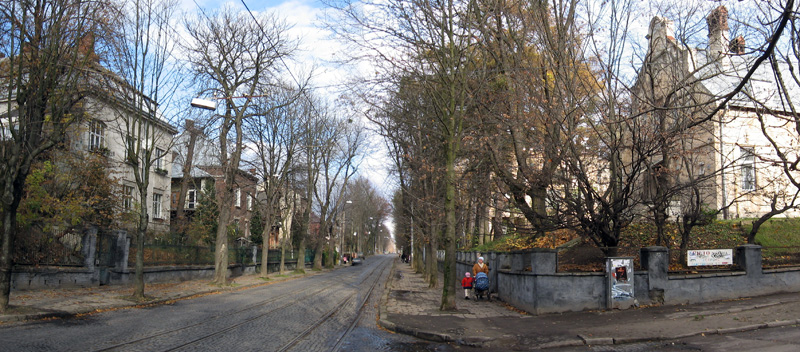
Район вилл на улице Коновальца (в прошлом — ул. Энгельса)

В 1920—1930 годах к северу от линии Черновицкой железной дороги появился новый район частных вилл. В 1910 здесь выстроил себе дом с мастерской известный художник Иван Труш (в которой он жил до 1941 года), также построили свои виллы львовские архитекторы. Участок был застроен двухэтажными и трёхэтажными домами в стиле функционализма. Это здания правильной геометрической формы с прямоугольными окнами без архитектурных украшений. На окраинах Львова их сооружали среди зелёных насаждений, что отвечало модной тогда концепции города-сада.
В период немецкой оккупации район был предназначен для проживания арийского населения (хотя в районе нынешней улицы Квитневой существовал концентрационный лагерь для советских военнопленных). Административно он входил в состав район Hochschule (название происходит от того, что в районе расположена Львовская политехника).
В советское время Новый Свет находился в составе Зализнычного (Железнодорожного района), с 1973 — Радянского (Советского) района, который в 1990-х был переименован во Франковский район. В советский период на Новом Свете появились крупные промышленные предприятия — электроламповый завод (позже ПО «Кинескоп»), завод телеграфной аппаратуры, которые в конце 1990-х прекратили существование, и теперь на их территории находятся торгово-офисные центры. Крупные комплексы учебных корпусов и общежитий соорудили в участке Львовская политехника и техникум радиоэлектроники. Здесь был организован Львовский лесотехнический институт, выстроены его учебные корпуса и общежития, устроен ботанический сад института. В районе в 1970-м году была построена гостиница «Турист», позже расширена спортивная инфраструктура: построены стадионы «Львовэлектротранс» и Львовского лесотехнического института, спортивный комплекс «Спартак» (ныне «Украина») с теннисными кортами и спортивный комплекс «Медик» с открытым плавательным бассейном и теннисными кортами. В 1950—1960 годы на Новом Свете строились небольшие жилые массивы и отдельные дома. Поскольку Новый Свет остается престижным районом, в нём продолжается застройка оставшихся небольших свободных участков. В 1990-х появился новый женский монастырь — монастырь Святого Викентия, а на бывшей территории завода «Кинескоп» в помещениях цехов устроены Свято-Троицкая церковь Украинской православной церкви и церковь «Гефсимания» евангельских христиан-баптистов. С конца 1940-х годов и до переписи 2001 года в районе Нового Света процент русскоязычного населения заметно выше, чем в других районах Львова.
В 1990 году название Новый Свет получила одна из небольших улиц, соединяющая улицы Чупрынки и Ефремова (с 1898 года — Кшижова (Крестовая) боковая, с 1901 года — Новая, во время немецкой оккупации Макензенгассе, в советский период с 1946 до 1990 года Демократическая).
|                                                                                |  |                    |  |                                                  |
| Здание Радянского районного совета (ныне — Франковской районной администрации) |  | Гостиница «Турист» |  | Спортивный комплекс «Спартак» (ныне — «Украина») |

## Отдельные части Нового Света

### Байка (На Байках)
Местность вдоль улицы Киевской. Название происходит от прошлой её заболоченности.

### Вулька
Вулька ограничивается железнодорожным полотном и улицами Гвардейской, Княгини Ольга, Сахарова и Стрыйской. Название происходит от уменьшительного от польского «воля» (пол. Wola) — Вулька (пол. Wólka). В XVI—XVII вв. эта территория принадлежала к Микульчинским и Пелчинским ланам Галицкого предместья, вдоль которых шла дорога на село Сокольники. Первоначально Вулька, заложенная в XVII веке, была отдельным подгородным поселением над ручьём Сорока (Вулецкий поток). Сорока до впадения в Полтву образовывала несколько прудов:
- Пруд Альзнера (другие названия: пруд «Полтава», пруд Бачинского)
- Вулецкий пруд (другие названия: пруд Свитязь, пруд Левицких, пруд Марионовой) в настоящее время — бассейн «Медик».
- Собков пруд, в настоящее время на его месте стадион по ул. Кастеловка.

В верховьях Сороки (Вулецкого потока) сохранилась усадебная застройка и планировка конца XIX - первой половины XX веков (ул. Бойковская, частично Куликовская), а на близлежащих холмах — ореховые рощи. В 1864—1866 годах южную часть Вульки пересекла железнодорожная ветка Львов-Черновцы, которая через долину Сороки проходит высокой насыпью с автомобильным мостом-тоннелем и русла ручья.
В 1894 году венская фирма «Сименс и Гальске» построила на Вульке первую во Львове электростанцию (мощностью 400 лошадиных сил, то есть современных 300 квт) и трамвайное депо (поскольку сюда проложили несколько трамвайных маршрутов).

### Кастёловка
Территория Кастёловки включает кварталы вдоль нынешних улиц Котляревского и северо-восточной части ул. Генерала Чупринки. Первоначально Кастёловка формировалась как территория пригородных усадеб, будучи отдалённой периферией Львова. В последней трети XIX века она ускоренно интегрировалась урбанистическую структуру Львова, в особенности в середине 1880-х гг., когда в роли её основных застройщиков выступили профессор Львовской политехники Юлиан Захаревич и архитектор Иван Левинский. Целью проекта этих архитекторов было создание на Кастёловке образцовой колонии односемейных домов. Уже на начало XX века Кастёловка превратилась в респектабельный «спальный район», архитектурный характер которого свидетельствовал об ориентации на стандарты и ценности представителей среднего класса.

### Сикстовка
Название происходит от имени мещанина Томаса Сикста (в честь которого была названа одна из центральных улиц города - ул. Сикстуцкая) и Сикстуцкого лана, который тянулся вышеназванной улицы до земель села Кульпаркова.

### Францевка
Западный участок Нового Света, который развивал предприниматель Антоний Франц, получил название Францевки. Средствами А.Франца была проложена нынешняя ул. Коновальца. В этой части Нового Света размещались фабрика строительных материалов Ивана Левинского и гипсовое предприятие братьев Францев.